# Werner Lorenz (Eishockeyspieler)
Werner Lorenz (* 5. Januar 1937 in Ludwigshafen am Rhein; † 20. März 2020) war ein deutscher Eishockeyspieler. Der Verteidiger spielte von 1952 bis 1971 für den Mannheimer ERC (MERC).

## Leben
Lorenz spielte erstmals 1952 im Alter von 15 Jahren in der ersten Mannschaft der Mannheimer, die zu dieser Zeit zweitklassig waren. 1954 gelang der Aufstieg in die Oberliga, wie die höchste deutsche Spielklasse damals hieß. Nach nur einer Saison musste der MERC wieder absteigen. Doch nach dem direkten Wiederaufstieg konnte sich Lorenz' Verein im Oberhaus etablieren. Dreimal wurde er drittbester Verteidiger der Liga, in den Saisons 1961/62, 1963/64 und 1964/65. Die Deutsche Meisterschaft spielten damals die starken bayerischen Mannschaften unter sich aus. Die besten Platzierungen, die Werner Lorenz mit dem Mannheimer ERC erreichen konnte, waren drei dritte Plätze in den Spielzeiten 1958/59, 1962/63 und 1964/65. 1971 beendete er seine Karriere, in der er in 19 Saisons über 750 Spiele für den MERC bestritt und 76 Tore erzielte.
Auch danach blieb Lorenz dem Mannheimer Eishockey treu. Er war vier Jahre Nachwuchstrainer und wurde 2003 1. Vorsitzender, später Ehrenvorsitzender, des MERC. 2012 ehrten ihn die Adler Mannheim, Nachfolger des MERC, indem seine Rückennummer gesperrt und sein Trikot mit der Nummer 2 symbolisch unter das Hallendach der SAP-Arena gehängt wurde.
Werner Lorenz verstarb nach schwerer Krankheit am 20. März 2020.